# Feldafing
Feldafing ist eine Gemeinde im oberbayerischen Landkreis Starnberg. Diese wurde nach dem gleichnamigen Hauptort benannt, der auf einer Höhe um 650 m ü. NHN am Westufer des Starnberger Sees liegt.

## Geographie
Es gibt vier Gemeindeteile (in Klammern ist der Siedlungstyp angegeben):
- Feldafing (Pfarrdorf)
- Garatshausen (Dorf)
- Wieling (Kirchdorf)
- Wörth (Roseninsel) (Schloss)

Es gibt nur die Gemarkung Feldafing.

### Nachbargemeinden
Anrainer sind die Gemeinden Tutzing im Süden, Pöcking im Norden und das gemeindefreie Gebiet Starnberger See im Osten.

## Geschichte

### Bis zur Gemeindegründung
Der Ortsname ist in einem Schriftzeugnis des Klosters Benediktbeuern aus dem Jahre 1116 als Veldoluingen ersturkundlich genannt. Es liegt der althochdeutsche Personenname Faidolf/Feldolf mit dem Suffix -ing zugrunde (‚Siedlung des Faidolf/Feldolf‘).
Feldafing gehörte seit 1565 zu Weilers Hofmark Garatshausen, kam dann um 1760 in den Besitz des Grafen La Rosée. Danach gehörte der Ort Herzog Max Joseph in Bayern, dem Vater der späteren Kaiserin Elisabeth von Österreich (Sissi). Feldafing war Bestandteil der geschlossenen Hofmark Garatshausen-Possenhofen des Kurfürstentums Bayern. Im Zuge der Verwaltungsreformen in Bayern entstand mit dem Gemeindeedikt von 1818 die heutige Gemeinde.

### 19. und 20. Jahrhundert
Der Ort wurde bekannt durch die vorgelagerte Roseninsel und das Hotel Kaiserin Elisabeth. Beide Örtlichkeiten waren beliebte Aufenthaltsorte der österreichischen Kaiserin Sisi.
Während der Zeit des Nationalsozialismus befand sich in Feldafing eine Eliteschule der NSDAP: die Reichsschule Feldafing. Auf dem dazugehörigen Gelände wurde 1942 ein Außenlager des Konzentrationslagers Dachau eingerichtet, an dessen Opfer heute ein Denkmal auf dem Jüdischen Friedhof erinnert.
Nach dem Ende des Zweiten Weltkriegs gehörte Feldafing zur Amerikanischen Besatzungszone. Von der Militärverwaltung wurde das Gelände der ehemaligen Reichsschule mit den Baracken des Konzentrationslagers als DP-Lager für jüdische so genannte Displaced Persons verwendet, das DP-Lager Feldafing.
Von 1950 bis 1978 befand sich in Feldafing das Privatinternat Institut Dr. Greite, ein 13-klassiges Gymnasium für Mädchen und Jungen.
Bundesweite Bekanntheit erlangte Feldafing in den 1990er Jahren, als der Schriftsteller und Kunstsammler Lothar-Günther Buchheim in Feldafing einen Teil seiner Kunstsammlung öffentlich präsentieren wollte. Die Gemeinde und Buchheim konnten sich jedoch nicht auf ein gemeinsames Museumskonzept einigen und so endeten jahrelange Querelen in einem Bürgerentscheid gegen den Museumsplan. Buchheim ging daraufhin mit seinen Kunstwerken in die Gemeinde Bernried.

### Eingemeindungen
Im Zuge der Gebietsreform in Bayern wurden am 1. Januar 1978 kleine Gebietsteile der aufgelösten Gemeinde Traubing mit damals etwa 50 Einwohnern eingegliedert.

### Neuere Entwicklungen
Im Oktober 2022 fand ein Bürgerbegehren zur Erhaltung der Ratsstuben statt. Damit verbunden war ein Ratsbegehren über den Abriss des Gebäudes und den Neubau eines Feuerwehrhauses. Das Bürgerbegehren erreichte das notwendige Quorum und wurde angenommen. Als Reaktion trat die Führungsriege der Freiwilligen Feuerwehr vorübergehend zurück.

### Einwohnerentwicklung
Zwischen 1988 und 2018 wuchs die Gemeinde von 3566 auf 4262 um 696 Einwohner bzw. um 19,5 %.
| Verlauf der Bevölkerungsentwicklung | Verlauf der Bevölkerungsentwicklung | Verlauf der Bevölkerungsentwicklung | Verlauf der Bevölkerungsentwicklung | Verlauf der Bevölkerungsentwicklung | Verlauf der Bevölkerungsentwicklung | Verlauf der Bevölkerungsentwicklung | Verlauf der Bevölkerungsentwicklung | Verlauf der Bevölkerungsentwicklung | Verlauf der Bevölkerungsentwicklung | Verlauf der Bevölkerungsentwicklung | Verlauf der Bevölkerungsentwicklung | Verlauf der Bevölkerungsentwicklung | Verlauf der Bevölkerungsentwicklung | Verlauf der Bevölkerungsentwicklung |
| ----------------------------------- | ----------------------------------- | ----------------------------------- | ----------------------------------- | ----------------------------------- | ----------------------------------- | ----------------------------------- | ----------------------------------- | ----------------------------------- | ----------------------------------- | ----------------------------------- | ----------------------------------- | ----------------------------------- | ----------------------------------- | ----------------------------------- |
| Jahr                                | 1840                                | 1900                                | 1939                                | 1950                                | 1961                                | 1970                                | 1987                                | 1991                                | 1995                                | 2005                                | 2010                                | 2015                                | 2020                                |                                     |
| Einwohner                           | 304                                 | 632                                 | 1676                                | 1956                                | 3041                                | 2966                                | 3647                                | 3831                                | 4025                                | 4322                                | 4350                                | 4333                                | 4284                                |                                     |

## Politik

### Bürgermeister

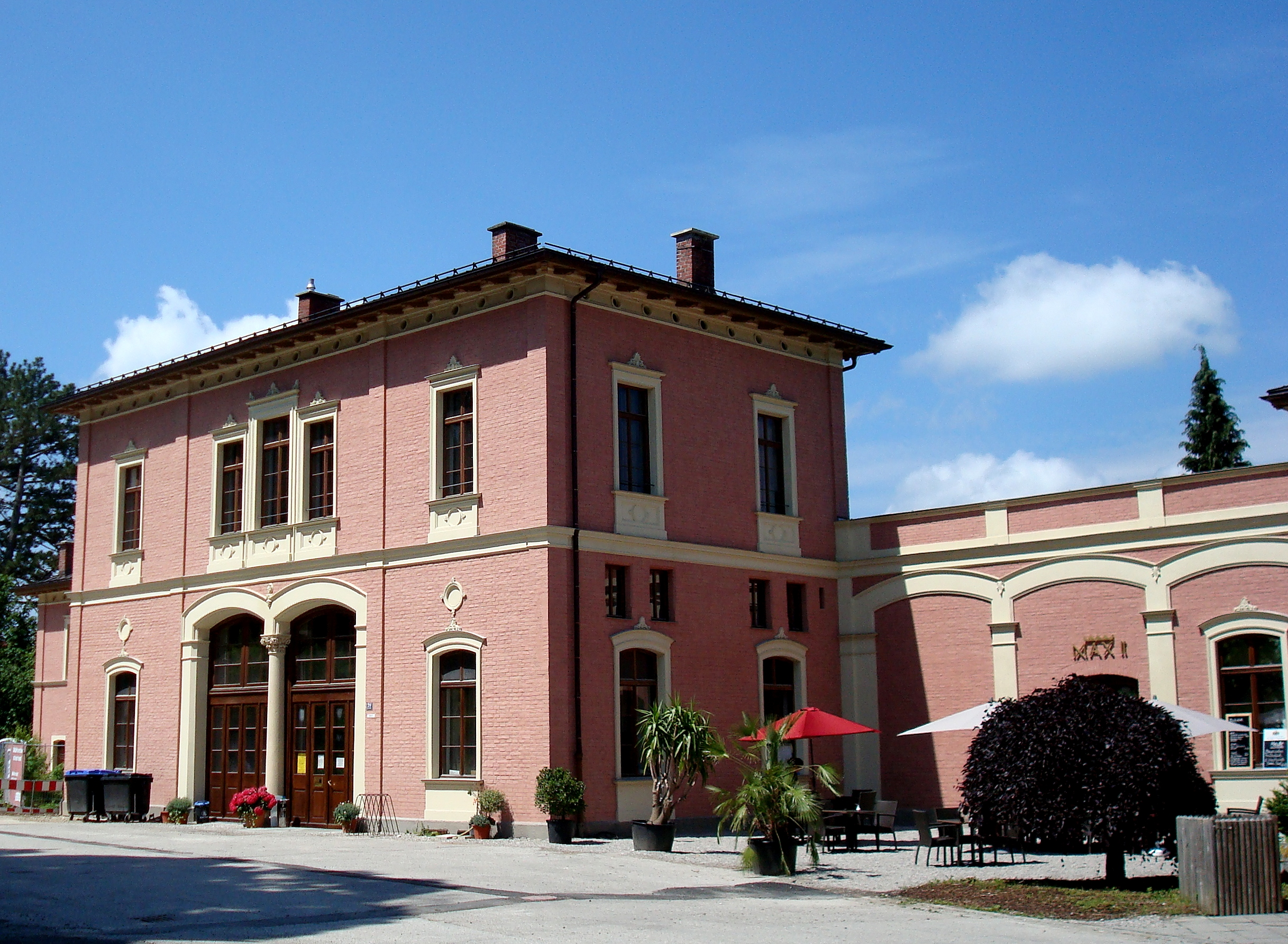
Rathaus der Gemeinde Feldafing

Erster Bürgermeister ist Bernhard Sontheim (Bürgergruppe). Er wurde im Jahr 2002 als Nachfolger von Günter Gerhard (CSU/parteifrei) in das Amt gewählt. Bei der Kommunalwahl vom 15. März 2020 wurde er mit 52,70 % der Stimmen wiedergewählt.

### Gemeinderat
Der Gemeinderat besteht aus dem Ersten Bürgermeister und 16 gewählten Mitgliedern. Bei der Kommunalwahl vom 15. März 2020 haben von den 3438 stimmberechtigten Einwohnern in der Gemeinde Feldafing, 2146 von ihrem Wahlrecht Gebrauch gemacht, womit die Wahlbeteiligung bei 62,42 % lag.
|  | Gemeinderatswahl Feldafing 2020Wahlbeteiligung: 62,4 % 3020100 28,024,623,212,06,55,6n. k. BGFCSUGrüneAUFdFDPSPDFLgGewinne und Verlusteim Vergleich zu 2014 %p 8 6 4 2 0 −2 −4 −6 −8−10+0,7−7,1+7,8+2,5−1,7+5,6−8,2BGFCSUGrüneAUFFDPSPDFLAnmerkungen:d Aktion Unabhängige Feldafingerg Frauenliste | Sitzverteilung im Gemeinderat Feldafing 2020Insgesamt 16 Sitze - SPD: 1 - Grüne: 4 - AUF: 2 - BGF: 4 - FDP: 1 - CSU: 4 |

| Jahr | CSU | SPD | GRÜNE | FDP | BG | FL | AUF | ges. | Wahlbeteiligung |
| ---- | --- | --- | ----- | --- | -- | -- | --- | ---- | --------------- |
| 2020 | 4   | 1   | 4     | 1   | 4  | 0  | 2   | 16   | 62,42 %         |
| 2014 | 5   | 0   | 3     | 1   | 4  | 1  | 2   | 16   | 65,03 %         |
| 2008 | 5   | 2   | 1     | 1   | 4  | 2  | 1   | 16   | 64,74 %         |
| 2002 | 5   | 2   | 1     | 1   | 3  | 2  | 2   | 16   | 69,0 %          |

AUF = Aktion Unabhängige Feldafinger     BG = Bürgergruppe Feldafing     FL = Frauenliste Feldafing

### Wappen
| Wappen von Feldafing | Blasonierung: „Unter blauem Schildhaupt, darin ein waagrechter silberner Fisch, in Silber ein grüner Erdbeerstock mit zwei roten Früchten.“ |
| Wappen von Feldafing | Wappenbegründung: Der silberne Fisch im Schildhaupt verweist auf die geografische Lage am Starnberger See und die große Bedeutung des Fischfangs als Erwerbszweig in früheren Zeiten. Der Erdbeerstock wurde aus dem Familienwappen der Weiler von Garatshausen übernommen, die seit 1494 in Garatshausen begütert waren und von 1565 bis um 1730 die Hofmark Garatshausen mit Feldafing innehatten. Nach wechselnden Besitzern kamen die Güter 1834 an die herzogliche Linie des Hauses Wittelsbach. Auf diese Verbindung beziehen sich die Farben Silber und Blau. Dieses Wappen wird seit 1965 geführt. |

## Sehenswürdigkeiten

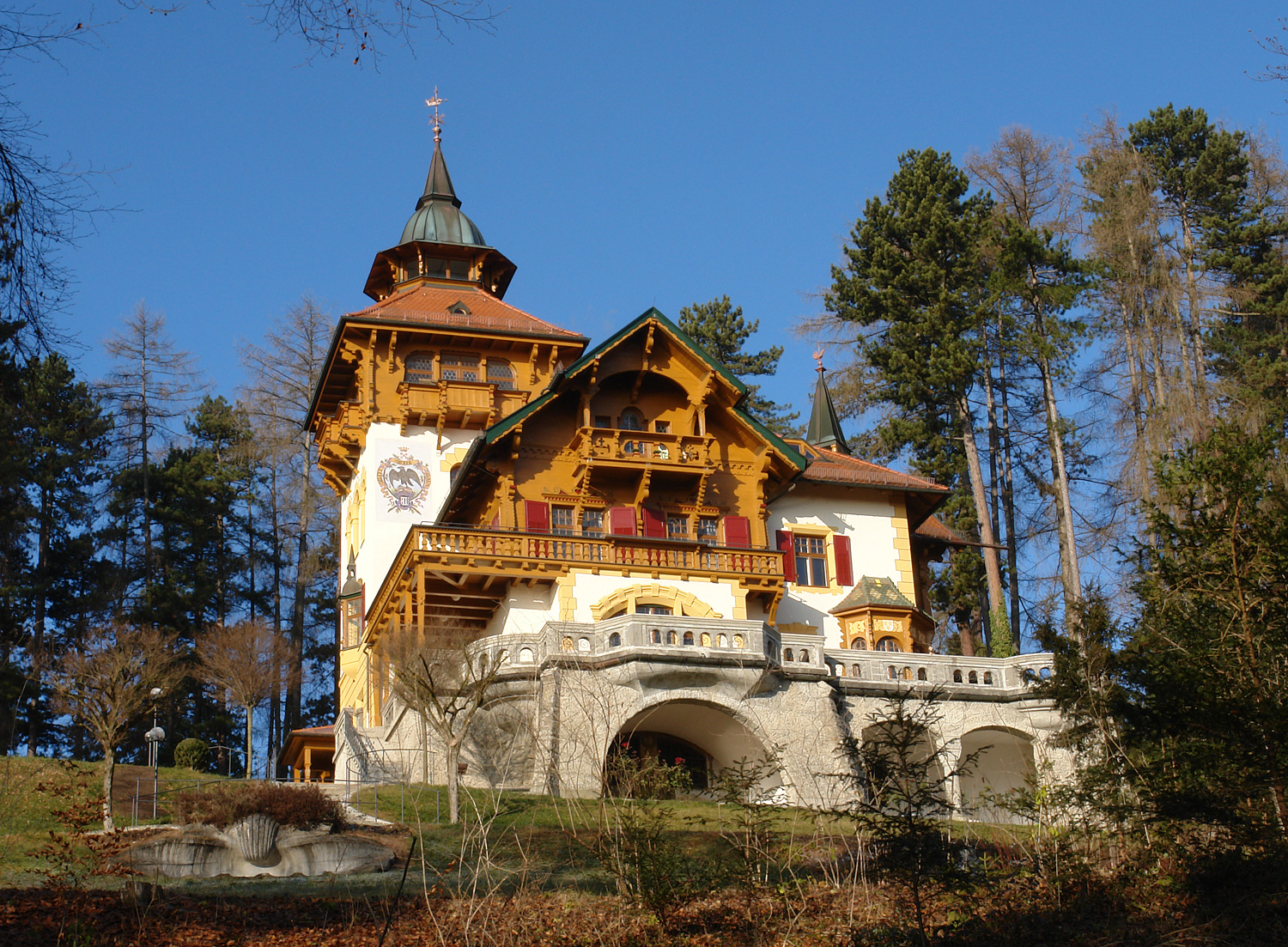
Villa Waldberta

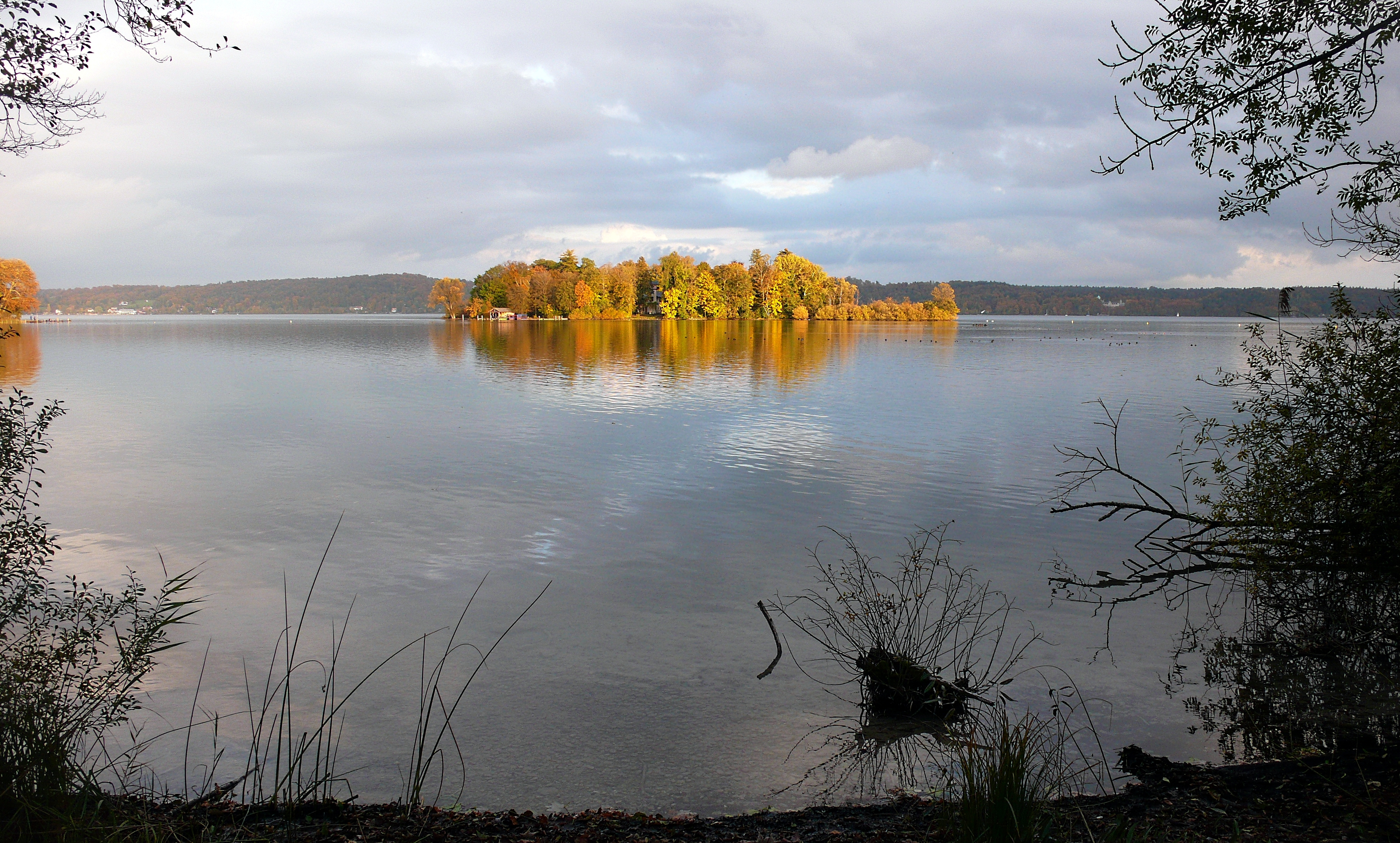
Roseninsel bei Feldafing

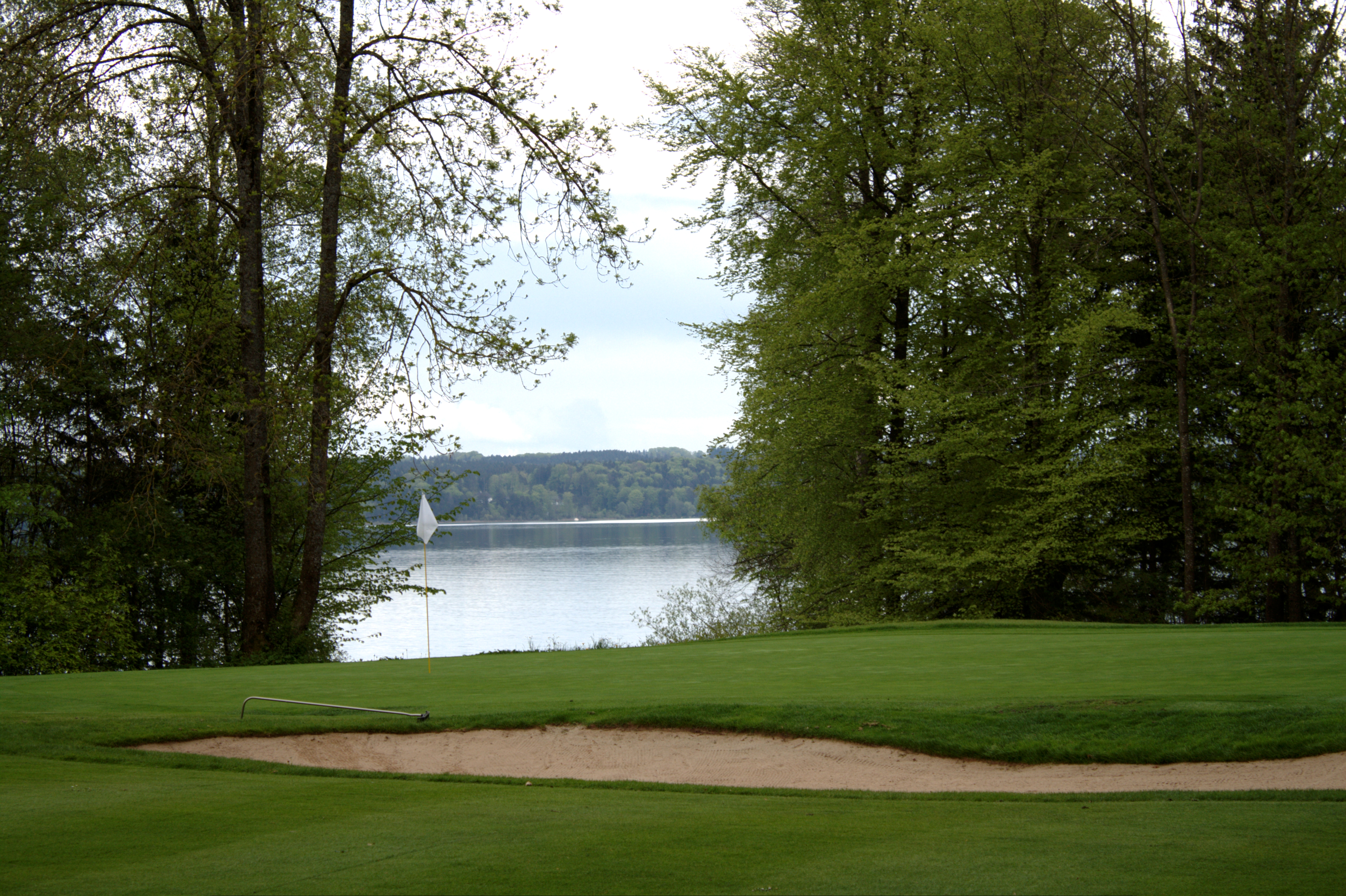
Golfplatz am Starnberger See

Feldafing kann eine sehenswerte Villenkolonie aus dem 19. Jahrhundert vorweisen, darunter die Villa Carl, im Jugendstil erbaut von Richard Riemerschmid, oder die Villa Waldberta, heute Internationales Künstlerhaus der Stadt München. Eine weitere Sehenswürdigkeit ist die Roseninsel. Der öffentlich begehbare langgestreckte 18-Loch-Golfplatz liegt direkt am See-Ufer. Das denkmalgeschützte Strandbad Feldafing, 1927 durch Engelbert Knittl errichtet, versprüht nostalgischen Charme.

## Wirtschaft und Infrastruktur

### Wirtschaft einschließlich Land- und Forstwirtschaft
Es gab 2020 nach der amtlichen Statistik im produzierenden Gewerbe 52, im Bereich Handel, Verkehr und Gastgewerbe 237 und in sonstigen Wirtschaftsbereichen 690 sozialversicherungspflichtig Beschäftigte am Arbeitsort. Sozialversicherungspflichtig Beschäftigte am Wohnort gab es insgesamt 1370. Es gab zwei Betriebe im Bauhauptgewerbe und drei landwirtschaftliche Betriebe.
Wichtige Firmen haben sich in Feldafing niedergelassen, u. a. auch die Siemens AG mit ihrem Global Leadership Center, gelegen direkt neben dem Ausbildungszentrum CIR der Bundeswehr.
An Bildungseinrichtungen gibt es u. a. die Otto-Bernheimer Grundschule, drei Kindergärten und ein internationales Fortbildungszentrum der Deutschen Gesellschaft für Internationale Zusammenarbeit.

### Verkehr
Der Bahnhof Feldafing wird im Zwanzig- bzw. Vierzigminutentakt von Zügen der S-Bahnlinie 6 der S-Bahn München bedient, somit besteht ein direkter Anschluss an die Münchener Innenstadt und mit Umsteigen im Bahnhof Tutzing auch nach Garmisch-Partenkirchen. Hinzu kommt der Autobahn-Beginn schon ab Starnberg in Richtung München. Von der Bundesstraße 2 erreicht man Feldafing über Pöcking, Traubing oder den Ortsteil Wieling. Von Tutzing oder Possenhofen kommend erreicht man Feldafing über die Staatsstraße 2063, von Einheimischen auch Seestraße genannt.
| Linie | Linienverlauf |
| ----- | --- |
| S6    | Tutzing – Feldafing – Possenhofen – Starnberg – Starnberg Nord – Gauting – Stockdorf – Planegg – Gräfelfing – Lochham – Westkreuz – Pasing – Laim – Hirschgarten – Donnersbergerbrücke – Hackerbrücke – Hauptbahnhof – Karlsplatz (Stachus) – Marienplatz – Isartor – Rosenheimer Platz – Ostbahnhof – Leuchtenbergring – Berg am Laim – Trudering – Gronsdorf – Haar – Vaterstetten – Baldham – Zorneding – Eglharting – Kirchseeon – Grafing Bahnhof – Grafing Stadt – Ebersberg |

Feldafing wird durch zwei Regionalbuslinien des MVV erschlossen.
| Linie | Linienverlauf                                    | Verkehrsunternehmen   |
| ----- | ------------------------------------------------ | --------------------- |
| 976   | Traubing – Feldafing S – Possenhofen S – Maising | Geldhauser und Rauner |
| 978   | Feldafing S – Tutzing S R – Feldafing S          | Geldhauser und Rauner |

Von Frühjahr bis Herbst verkehrt eine witterungsabhängige Personenfähre zur Roseninsel.

## Bekannte Einwohner

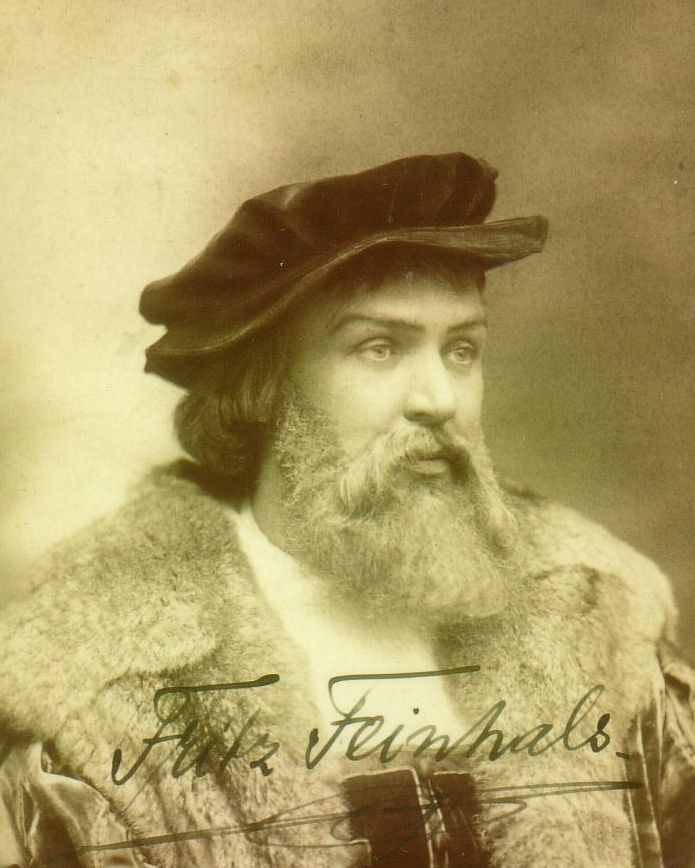
Fritz Feinhals

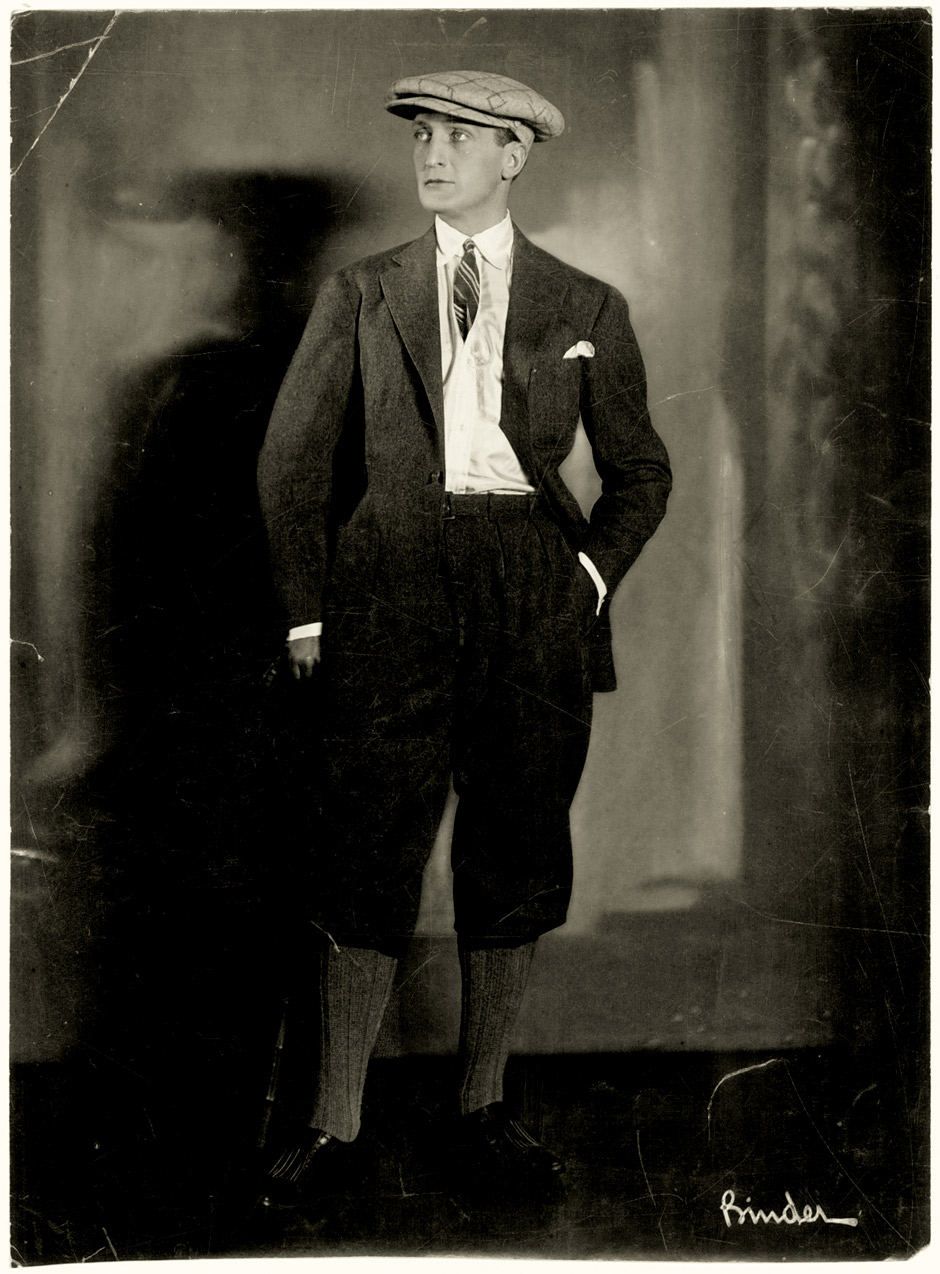
Hans Albers (1922)

- Anton von Vieregg (1755–1830), im Ortsteil Garatshausen geborener bayerischer Generalleutnant
- Hugo von Maffei (1836–1921), Bankier und Unternehmer, ließ von Emanuel von Seidl die Villa Maffei errichten.
- Edward Theodore Compton (1849–1921), englischer Maler und Bergsteiger, wohnte bis zu seinem Tode in Feldafing.
- Fritz Feinhals (1869–1940), Königlich Bayrischer Kammersänger.
- Robert Pschorr (1868–1930), deutscher Chemiker und Sohn des Brauereibesitzers Georg Pschorr.
- Franz Koempel (1869–1950), Mediziner, Mäzen und Mitbegründer der Steuben-Gesellschaft New York, bewohnte die Villa Waldberta in den Sommermonaten zusammen mit seiner Frau Bertha Koempel (1882–1966)
- Erzherzog Joseph August von Österreich (1872–1962), k.u.k. Feldmarschall, bis 1992 in Feldafing bestattet
- Prinzessin Auguste Maria von Bayern (1875–1964), bis 1992 in Feldafing bestattet
- Otto Bernheimer (1877–1960), Kunstsammler und Kunsthistoriker (Villa Bernheimer), siehe auch Jüdisches Leben in München
- Katia Mann (1883–1980), Ehefrau des Schriftstellers Thomas Mann, wurde in Feldafing geboren und entstammte der berühmten Familie Pringsheim.
- Klaus Pringsheim sen. (1883–1972), Dirigent, Komponist, Musikpädagoge, Musikkritiker – gebürtig in Feldafing und Zwillingsbruder Katia Manns
- Hans Albers (1891–1960), Schauspieler und Sänger, wohnte seit 1935 im Feldafinger Ortsteil Garatshausen.
- Erzherzog Joseph Franz von Österreich (1895–1957), bis 1992 in Feldafing bestattet
- Kurt von Fritz (1900–1985), klassischer Philologe, starb in Feldafing.
- Erich Hornsmann (1909–1999), Jurist, Sachbuchautor, wohnte bis zu seinem Tod in Feldafing.
- Josef Metternich (1915–2005), Opernsänger und Gesangspädagoge, lebte bis zu seinem Tod in Feldafing und ist hier begraben.
- Benno Sterzenbach (1916–1985), deutscher Schauspieler und Regisseur.
- Rudi Gering (1917–1998), Skispringer und Unternehmer, lebte zwischen 1945 und 1973 in Feldafing.
- Lothar-Günther Buchheim (1918–2007), deutscher Schriftsteller, Maler, Kunstsammler und Verleger, lebte seit der Nachkriegszeit bis zu seinem Tod in Feldafing.
- Karlheinz Hoffmann (1925–2011), deutscher Bildhauer, Maler und Dichter, wohnte in Feldafing.
- Hanne Wieder (1925–1990), Kabarettistin, starb in Feldafing.
- Gert Günther Hoffmann (1929–1997), Synchronsprecher, starb in Feldafing.
- Hans Mommsen (1930–2015), Historiker, lebte in Feldafing.
- Lily Brett (* 1946), Schriftstellerin, wurde in Feldafing geboren.
- Sabine Leutheusser-Schnarrenberger (* 1951), ehemalige Bundesministerin der Justiz; wohnt seit dem Tod ihres Mannes in Feldafing.
- Alexander Hemmelrath (* 1953), Wirtschaftsprüfer und Steuerberater.
- Guido Buettgen (* 1967), Schriftsteller.
- Raphaela Gromes (* 1991), Cellistin, wohnt in Feldafing.

## Radio
Karin Sommer: Eines Tages wird es wieder ein friedlicher Ort sein. Simon Schochets Erlebnisse im Flüchtlingslager Feldafing. (Radiosendung vom 11. Januar 1992 im Bayerischen Rundfunk).